# Junior Agogo
Manuel "Junior" Agogo, född 1 augusti 1979 i Accra i Ghana, död 22 augusti 2019 i London, var en ghanansk fotbollsspelare.

## Karriär

### Sheffield Wednesday
Junior påbörjade sin karriär i Sheffield Wednesday 1995 men spelade bara i två matcher för laget. Under säsongen 1999/2000 var han utlånad till Oldham Athletic, Chester City, Chesterfield och Lincoln City. Hos Chester gjorde han ett mål som utsågs till tidernas andra bästa mål på Deva Stadium, då han tog emot fotbollen vid mitten av planen och dribblade förbi ett antal spelare innan han sköt bollen i mål med vänsterfoten.

### USA
När Junior till slut lämnade Sheffield Wednesday flyttade han till USA för att spela för Chicago Fire i Major League Soccer 2000. Han såldes snart till Colorado Rapids efter att ha spelat bara en match för Chicago. Han gjorde 15 mål på 32 matcher för Colorado.
I juni 2001 såldes han till San Jose Earthquakes i utbyte mot Chris Carrieri. Han spelade för Earthquakes för resten av säsongen 2001.

### Återvändon till England
Han återvände till England och den här gången Queens Park Rangers innan säsongen 2002/2003 då han gick till Barnet för vilka han gjorde 21 mål.
Under sommaren 2003 gick han till Bristol Rovers i Football League Two där han spelade de första 13 matcherna under första säsongen innan han blev tvungen att genomgå en operation som höll honom utanför de nio följande matcherna.
Han gjorde sammanlagt 22 mål för Rovers under säsongen 2003/2004 och spelade tillsammans med en rad olika anfallspartners som Lee Thorpe och Richard Walker. Under säsongen 2005/2006 spelade han i 44 matcher och gjorde 18 mål.

### Nottingham Forest
30 augusti 2006 flyttade Junior till Football League Ones Nottingham Forest på ett treårskontrakt för att ersätta deras skadade anfallare Nathan Tyson.
 Det tog tre veckor innan Bristol gick med på att sälja Junior och de nekade ett tidigare bud från Forest, då de ansåg att budet var för lågt. Junior gjorde debut för Nottingham som ersättare i deras 4–0-vinst mot Chesterfield på hemmaplan 3 september 2006. Han gjorde sitt första mål för klubben 30 september mot Swansea City då man vann med 3–1.
Hans första sex månader hos klubben resulterade inte i särskilt många mål men han lyckades göra sitt första hat-trick i sin karriär mot Gillingham FC.

### Al-Zamalek
Den 2 juli 2008 for han till Egypten för att skriva på för klubben Al-Zamalek.
Där han först fick tröjnummer 19 men senare bytte han till nummer 9 efter att Zamalek lånat ut sin anfallare Amr Zaki på ett år.

### Apollon Limassol
Den 5 augusti 2009 gick han till den cypriotiska fotbollsklubben Apollon Limassol. Där han skrev på ett 2 års kontrakt.

### Hibernian
I juli 2011 skrev Agogo på ett 1-årskontrakt med skotska Hibernian, där han återförenas med sin manager från Nottingham tiden Colin Calderwood. Agogo gjorde sitt första mål för Hibernian 24 september 2011 i 3-3-matchen mot Dundee United.

## Landslagskarriär
I maj 2006 togs Junior med i Ghanas fotbollslandslag för en träningsmatch mot franska OGC Nice, men lyckades dock inte ta sig in i truppen som spelade i fotbolls-VM i Tyskland. Han återkallades till truppen under deras ostasiatiska turné och spelade mot bland annat Japan och Sydkorea.
14 november 2006 gjorde Junior sitt första landslagsmål för Ghana i en träningslandskamp mot Australien som ledde till 1–1-resultatet på Loftus Road i England. Han gjorde även det tredje målet i 4–1-vinsten över Nigeria på Griffin Park.
Junior togs med i landslagstruppen till afrikanska fotbollsmästerskapet 2008 och var med i mästerskapets första match mot Guinea då man vann med 2–1. Han gjorde mål i den nästföljande matchen mot Namibia, vilket blev matchens enda.
Juniors sista landslagsmål kom i segern mot Nigeria i kvartsfinalen av afrikanska mästerskapen 2008.

### Fotnoter
1. ↑  ”England Wins Four Nations Tournament”. Ciderspace. 25 maj 2003. Arkiverad från originalet den 25 maj 2012. https://archive.is/20120525191113/http://www.ciderspace.co.uk/ASP/news/news.asp?FromDate=05/25/03&ToDate=05/25/03. Läst 5 februari 2008.
2. ↑  Former Ghana striker Junior Agogo is dead
3. ↑  ”Deva Stadium Greatest Goal”. Chester City FC. Arkiverad från originalet den 15 februari 2008. https://web.archive.org/web/20080215213050/http://www.chester-city.co.uk/best_goal.asp. Läst 5 februari 2008.
4. ↑  ”Forest complete signing of Agogo”. BBC Sports. 30 augusti 2006. http://news.bbc.co.uk/sport2/hi/football/teams/n/nottm_forest/5290450.stm. Läst 5 februari 2008.
5. ↑  ”Rovers reject Forest Agogo offer”. BBC Sports. 15 augusti 2006. http://news.bbc.co.uk/sport2/hi/football/teams/n/nottm_forest/4787611.stm. Läst 5 februari 2008.
6. ↑  ”Forest wait on Agogo”. Football.co.uk. 16 augusti 2006. http://www.football.co.uk/nottingham_forest/forest_wait_on_agogo_232664.shtml. Läst 5 februari 2008.
7. ↑  ”Hibernian sign Ghana striker Junior Agogo”. Goal.com. http://www.goal.com/en-gb/news/2932/spl/2011/07/27/2593059/hibernian-sign-ghana-striker-junior-agogo. Läst 12 oktober 2011.